# Українська Есперанто Асоціація
Українська Есперанто Асоціація (скорочено УкрЕА; есп. Ukrainia Esperanto Asocio (UkrEA)) — об'єднання есперантистів, що мешкають в Україні або є громадянами України, а також мешкають або є громадянами інших країн і походять з України.
1990 року в Гавані Євген Ковтонюк вперше представив УкрЕА Всесвітньому конгресу есперантистів. Конгрес що проходив на Кубі, в присутності Фіделя Кастро, прийняв до міжнародної спільноти есперантистів як Асоціацію незалежної держави Україна. Повернувшись додому як перший президент асоціації, Євген Ковтонюк мав великі проблеми з КДБ, тому що в той час Україна ще не була формально відокремлена.

## Попередники
- 1921—1937 — Спілка есперантистів Радянських республік;
- 1925—1937 — Всеукраїнський комітет есперанто ;
- 1968—1973 — Есперанто-комісія при Українському товаристві дружби та культурних зв'язків із зарубіжними країнами;
- 1975—1980 — Українське товариство есперантистів-активістів;
- 1980—1989 — Українське республіканське відділення Асоціації радянських есперантистів.

## Організаційна структура
Головним керівний орган асоціації — конгрес, що збирається не рідше одного разу на три роки, як правило, в листопаді. У роботі з'їзду мають право брати участі всі члени асоціації. Конгрес вибирає керівників і визначає основні напрями діяльності асоціації.
Головний виконавчий орган — президія УкрЕА, голова якої є президентом Асоціації. Його обирають терміном на три роки, але не більше ніж на два терміни поспіль.
Президента Асоціації обирають терміном на три роки, але не більше ніж на два терміни поспіль.
В разі неможливості проведення конгресу Асоціації в належні терміни, може бути проведено референдум Асоціації з тих чи інших питань, окрім виборів керівника та реорганізації Асоціації.

## Члени Асоціації
Асоціація складається з індивідуальних та почесних членів.
Індивідуальними членами Асоціації можуть бути громадяни України, іноземці та особи без громадянства, які досягли 18-річного віку, визнають Статут Асоціації, сприяють виконанню статутних завдань та/або послуговуються мовою есперанто.
Почесними членами Асоціації можуть бути громадяни України, іноземці та особи без громадянства, які досягли 18-річного віку, зробили вагомий внесок у справу поширення мови есперанто або надали вагому допомогу чи важливі послуги Асоціації.

### Юні есперантисти
«Юні есперантисти» — комісія Асоціації складається з осіб віком до 16 років. Діти та підлітки можуть бути членами будь-якої категорії, мають ті ж права (за винятком деяких статей) та обов'язки, що й дорослі члени, представлені в керівництві через комісію.

### Товариство друзів есперанто
«Товариство друзів есперанто» (ТДЕ) — товариство при Асоціації, створене для сприяння її діяльності. Членами товариства можуть стати особи або колективи (організації), які не використовують есперанто у своїй діяльності, але підтримують ідею міжнародної планової мови і надають Асоціації матеріальну, методичну, організаційну чи/та іншу допомогу. ТДЕ має статус комісії Асоціації і через неї представлене в керівництві Асоціації.